# Денежный поезд (фильм)
«Денежный поезд» — кинофильм, боевик, бадди-муви, снятый режиссёром Джозефом Рубеном. Премьера картины состоялась 22 ноября 1995 года. Сюжет повествует об истории взаимоотношений двух полицейских, сводных братьев Джона и Чарли, и ограбления денежного поезда в нью-йоркской подземке. Одна из первых значительных работ в фильмографии Дженнифер Лопес.
Работа Рубина получила преимущественно отрицательные отзывы критики из-за слабого сценария и отсутствия связного сюжета. Отдельные положительные отзывы были адресованы части сюжета, относящейся непосредственно к ограблению поезда. Картина вошла в историю благодаря дорогостоящим декорациям, изображающим ветку нью-йоркского метрополитена, признанными самыми масштабными на момент съёмок картины. Печальную известность фильм приобрёл из-за серии преступлений в метрополитене, имитирующих поведение героя фильма — маньяка по кличке «Факел».

## Сюжет
Двое сводных братьев, белый Чарли и чернокожий Джон — сотрудники транспортной полиции Нью-Йорка. Действуя под прикрытием (изображая нетрезвых пассажиров метрополитена), они задерживают преступников «на живца». С детства старший Джон прикрывает Чарли, который постоянно попадает в неприятности. Вот и сейчас Чарли проигрался в покер и оказывается должен. Он видит один способ расквитаться с долгами — устроить ограбление. Чарли узнаёт о расписании движения поезда подземки, собирающего выручку из касс, и решает захватить деньги, пользуясь служебным положением. Чарли подбивает брата, но тот пытается отговорить его от неразумных действий. Джон даже одалживает брату денег, чтобы тот расплатиться с долгами, но у Чарли их крадут. Шеф братьев Патерсон недолюбливает их. Успешное задержание в метро пироманьяка по кличке «Факел» не разрешает взаимной неприязни. За связь с криминалом и неадекватное поведение братьев лишают значков и увольняют из полиции. Отношения между братьями осложняются тем, что они оба влюблены в коллегу — офицера Грейс Сантьяго, но взаимностью она отвечает только Джону.
Исчерпав все возможности раздобыть деньги, Чарли в одиночку решается угнать поезд, и затея удаётся. Джон, зная план ограбления, в последний момент добирается до локомотива подземки и пытается уговорить брата бросить деньги и сбежать, пока есть возможность. Между ними начинается драка, Джон, будучи опытнее, сбивает Чарли с ног, но последний, симулируя нок-аут, мешком с деньгами ударяет Джона так, что он чуть не вываливается из раскрытых во время драки дверей поезда, идущего на полном ходу. Чарли, сразу же забыв про все их разногласия, бросается на помощь брату. Успев затащить Джона обратно в вагон и успокоившись, братья мирятся и решают выбираться вместе. Они отключают тормоза, чтобы поезд не остановили удаленно и разгоняются до предела, чтобы пробиться через стальную баррикаду на путях. Шеф полиции Патерсон готов на всё ради того, чтобы вернуть денежный поезд. Он распоряжается направить разогнавшийся и неуправляемый состав на путь, по которому идёт пассажирский поезд, так, чтобы денежный поезд врезался в его хвост и остановился. Возможные жертвы среди пассажиров его не останавливают. Джон решает тормозить двигателем, используя реверс. Братьям удаётся перепрыгнуть с перевернувшегося денежного поезда на пассажирский и затем смешаться с толпой пассажиров. После окончания операции Грейс Сантьяго задерживает Патерсона за превышение полномочий и неразумный риск человеческими жизнями.
В концовке братья празднуют на площади Новый год, а Чарли показывает, что умудрился унести из поезда крупную сумму денег, спрятав под курткой.

## В ролях
- Уэсли Снайпс — офицер Джон Робинсон
- Вуди Харрельсон — офицер Чарли Робинсон
- Дженнифер Лопес — офицер Грейс Сантьяго
- Роберт Блейк — Дональд Паттерсон
- Крис Купер —  маньяк Терри «Факел» Эдвардс
- Джой Грифаси (en) — Рили
- Скип Суддут (en) — Ковальски
- Скотт Соуерс (en) — мистер Браун
- Винсент Пасторе — игрок
- Энрико Колантони — Дули
- Винсент Лареска — грабитель в метро
- Билл Нанн — машинист в метро

## Сценарий
Сценарий картины был написан Дагом Ричардсоном, который был на хорошем счету в Columbia Pictures после неожиданного успеха «Плохих парней». Идею об инкассаторском поезде, обслуживающем подразделения Metropolitan Transportation Authority, подсказал ему знакомый продюсер Зак Фейер. Реальный денежный поезд нью-йоркского метрополитена незначительно отличается от того, что был показан в фильме. Для таких поездов использовались устаревшие вагоны 1950-х годов выпуска. Сколько-нибудь серьёзные попытки ограбления денежных поездов датируются ещё 1920-1930 годами, тем не менее, к ним предпочитают не привлекать повышенного внимания. Впоследствии руководство транспортной компании попыталось прекратить съёмки боевика по столь реалистичному сценарию и продюсерам даже пришлось заручиться поддержкой мэра Нью-Йорка, чтобы им не строили препоны.  

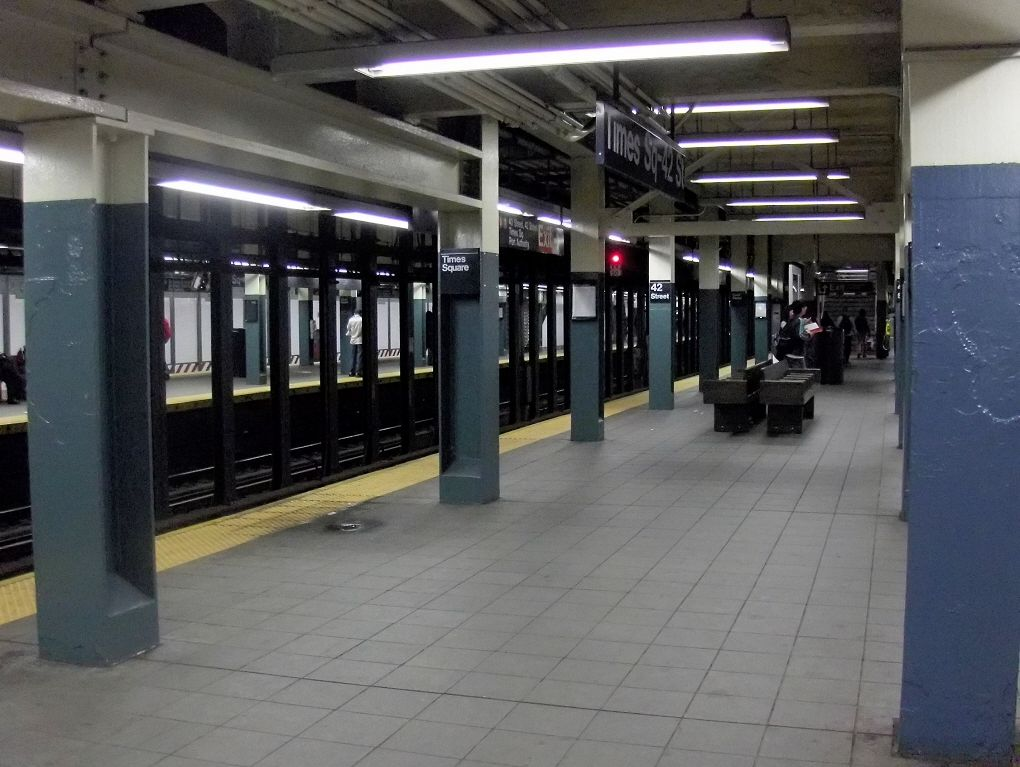
в фильме использовалась реплика станции Time Square нью-йоркской подземки

Получив хорошую идею, Даг быстро написал всё остальное, обращаясь к отдалённым мотивам Великого ограбления поезда. Частично сценарий основывался на других реальных событиях — атаки пироманьяков в нью-йоркском метрополитене имеют достаточно долгую историю. При подготовке материала Даг общался с сотрудниками транспортной полиции, собрав истории о реальных случаях поджогов.
Ричардсон не был вовлечён в процесс съёмок и посмотрел уже готовую картину на закрытом просмотре в офисе Columbia Pictures перед премьерой. Как он вспоминал, первая его реакция была — попросить убрать своё имя из титров, настолько бездарной оказалась картина и настолько далека она была от его первоначального сценария. Сценарист эмоционально сравнил картину со своим ребёнком, который перенёс лоботомию.

## Производство
Съёмки картины прошли в Нью-Йорке и в окрестностях Лос-Анджелеса. Строительство декораций началось в декабре 1994 года. Производство стартовало в январе 1995 года и заняло около 17 недель. «Центр управления транспортом» был возведён недалеко от ратуши Нью-Йорка. Частично для съёмок использовали железнодорожный узел Стэйтен-Айленд (там же снимался трейлер картины). Создатели картины первоначально рассматривали возможность снять трюковые сцены непосредственно на одной из заброшенных станций нью-йоркской подземки. Однако координировать технически сложные съёмки трюковых сцен представлялось нереальным. Кроме того, прогноз погоды предсказывал сильные снегопады в Нью-Йорке, что также могло затянуть производство.
В пригороде Лос-Анджелеса Чайнатауне в виде декораций были воссозданы части нью-йоркской подземки в районе станций Таймс-сквер, Уолл-стрит, Рокфеллер-центр. Реплика была построена на основе 900-метрового заброшенного участка двухпутевой железной дороги Southern Pacific. Она включала в себя 3 «станции», каждая длиной около 180 метров, и всего 21 объект декораций. На строительство было потрачено свыше 190 тыс. погонных футов пиломатериалов и 20 тыс. кв. футов облицовочной плитки. Как вспоминала Дженифер Лопес: «Единственное, чем эти станции отличались от оригинала — тем, что они не воняют… в них даже совпадал оттенок плитки».

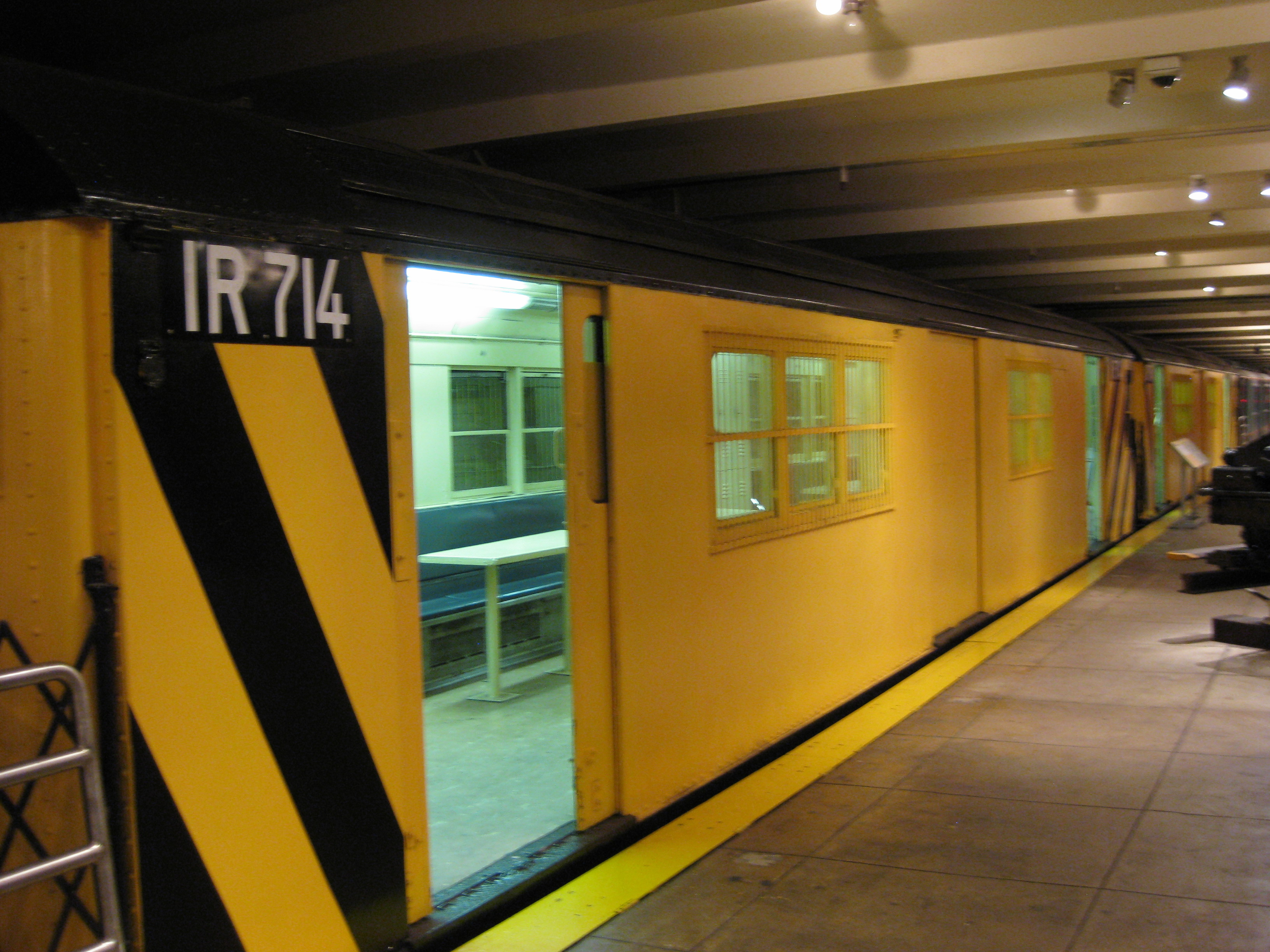
Денежный поезд нью-йоркского метрополитена окрашен в ярко-жёлтый цвет (в фильме он серебристый)

В «роли» вагонов денежного поезда снялись несколько вагонов типа R21 (en). В качестве пассажирских — R30 (en). В отличие от реальных поездов метрополитена на электрической тяге, кинематографические локомотивы приводились в движение установленными на них двигателями внутреннего сгорания. В ходе съёмок поезд разгонялся до скорости 72 км/ч (40 миль/ч). Стоимость декораций составила около 4,5 миллиона долларов и привела к перерасходу бюджета (что, впрочем, официальные представители киностудии отрицали). По сообщениям инсайдеров, в Columbia Pictures фильм иронически прозвали «money drain» («утечка денег»). Специалисты, разбирая картину, вспомнили о перерасходе бюджета, в связи с преобладающей негативной оценкой художественных достоинств.
В своё время режиссёр Рубин получил негативный опыт использования специальных эффектов в ходе работы над картиной «Бегство от сна». Основная проблема была в том, что стык между реальной съёмкой на декорациях и специальными эффектами тогда был слишком заметен. Именно поэтому в «Денежном поезде» он решил запечатлеть на плёнку все максимально близко к реальной обстановке сценарных событий. Впрочем, когда дело дошло до съёмок самой эффектной сцены экстренного торможения и схода поезда с рельсов, планы пришлось пересмотреть. Оказалось, что контролировать логистику и безопасность постановки невозможно, и пришлось вернуться к идее специальных эффектов. Для 30-секундной сцены была привлечена Sony Pictures Imageworks и подрядчик Sessums Engineering, специализирующаяся на создании визуального ряда в железнодорожных сценах. Для съёмок были созданы две реплики вагона подземки в масштабе 1:8 и выстроены специальные уменьшенные декорации.

## Прокат
Фильм вышел на американские экраны 22 ноября 1995 года. «Columbia Pictures закономерно рассчитывала на успех. После приобретения Columbia Pictures Sony спорных решений руководства и целой серии относительных неудач (Я согласен на все», «Последний киногерой», «Первый рыцарь»), студия нуждалась в кассовом успехе. Звёздный состав и дорогостоящие декорации не помогли и «Денежный поезд» собрал в домашнем прокате $35 млн, что было расценено как провал. Ко всему прочему, прокат был омрачён несколькими инцидентами. 26 ноября психически неуравновешенный житель Нью-Йорка, подражая поведению пироманьяка  из фильма, сжёг кассу в городском метро. Сотрудник метрополитена был тяжело ранен. 29 ноября нападение повторилось на другой станции. Серия получила в США название Money Train attacks. Упомянув этот инцидент, а также чрезмерное насилие и сквернословие героев картины, сенатор Боб Доул (тогда кандидат в президенты США) призвал к бойкоту фильма. Пуритане даже предлагали повысить сборы с кинокомпаний за съёмки в черте города.
Мэр Нью-Йорка Рудольф Джулиани выступил в защиту фильма и заявил, что администрация и силовые структуры не должны проверять сценарий каждого снимающегося фильма и вводить цензуру в любой форме.

## Подбор актёров и игра
Сюрпризом для зрителей стало появление на экране после долгого перерыва Роберта Блейка, известного по сериалу «Баретта». В 1993 году он перенёс пластическую операцию и зрители с трудом узнали его на экране. Про себя актёр говорил: у меня теперь «лицо как у ящерицы». Роль получила позитивные отзывы, но после фильма актёр, появившись только в одной эпизодической роли, исчез с экранов. Для Дженифер Лопес картина, наоборот, стала прорывом в актёрской карьере. Впервые она снималась в картине высшей категории Голливуда, со звёздным составом. За воплощение роли Грейс Сантьяго она получила свой самый большой на тот момент гонорар — $200 тыс. Именно её актёрскую работу выделили критики, отметив, что её роль второго плана украла значительную часть зрительского внимания у ведущего актёрского дуэта. Её успех стал своеобразным пропуском для других актрис латиноамериканского происхождения, которых стали гораздо активнее приглашать на ведущие роли.
Вуди Харрельсон получил за исполнение роли Чарли $5,5 млн. Гонорар Уэсли Снайпса составил $7,5 млн. После успеха «Белые люди не умеют прыгать» дуэт Харрельсона и Снайпса считался весьма перспективным. Однако в картине 1995 года актёрская игра была оценена невысоко. Проблемы в картине начались со сценария. На таком материале и диалогах актёрам трудно было раскрыть свой потенциал. По отдельности исполнители были не так и плохи, но искры между ними, как это случилось, например, между партнёрами в «Смертельном оружии», не пробежало. «Развлекательное кино не так просто снять, как это кажется, — отметил обозреватель Empire. — Невозможно выехать на одном только обаянии ведущих исполнителей».

## Критика
Агрегатор рецензий Rotten Tomatoes сообщает, что 22% из 32 опрошенных критиков дали фильму положительную оценку; средняя оценка составила 4,3 из 10. Консенсус сайта гласит: «Громкий, бессвязный и бесцельный».
Положительных оценок заслужила только часть картины, которая относится к боевику. Обозреватель New York Times отметил, что только в последние 15 минут, когда начинает раскручиваться маховик боевика, картина представляет какой-то интерес для зрителя. Впрочем и здесь обозреватель «LA Times отметил, сравнив картину со Скоростью» , что «экшн»-часть, сюжетно слабо связанная с остальной картиной, не передаёт зрителю в должной мере саспенса.
Брайан Лоури из Variety написал, что фильм «отскакивает вместе с хромым сценарием и непоследовательным темпом». Кен Такер из Entertainment Weekly поставил оценку «D +»  и назвал кино «большой, шумной головной болью». Хэл Хинсон из The Washington Post назвал карину «слабым и шаблонным фильмом о приятелях».

## Комментарии
1. ↑  так называемые преступники подражатели Copycat crime[англ.].